# Drzonowo Białogardzkie
Drzonowo Białogardzkie (deutsch Drenow, Kreis Belgard) ist ein Dorf in der polnischen Woiwodschaft Westpommern und gehört zur Gemeinde Tychowo (Groß Tychow) im Kreis Białogard (Belgard).

## Geografische Lage
Drzonowo Białogardzkie liegt in Hinterpommern, 27 Kilometer südöstlich der Kreisstadt Białogard und sechs Kilometer südöstlich von Tychowo an einer Nebenstraße, die von Tychowo über Nosibąday (Naseband) nach Grzmiąca (Gramenz) führt. Die nächsten Bahnstationen sind das drei Kilometer entfernte Wielanowo (Villnow) oder Tychowo an der Strecke Kołobrzeg (Kolberg) – Białogard – Szczecinek (Neustettin) – Piła (Schneidemühl) – Poznań (Posen). Drzonowo Białogardzkie ist Grenzort zum Kreis Szczecinek und auf einer Anhöhe von 95 Meter über NN gelegen.

## Ortsname
Die Endung -ow deutet bei Drenow auf wendischen Ursprung hin. Der Name bedeutet ins Deutsche übersetzt so viel wie „Holzdorf“.

## Ortskunde
Nach dem Ersten Weltkrieg entdeckte man in Drenow einige frühgermanische Urnengräber. Seit 1482 ist der Ort mit dem Namen derer von Kleist verbunden. Im Jahre 1928 wurde Drenow mit Zarnekow (heute polnisch: Czarnkowo) zur Landgemeinde Drenow zusammengelegt.
Nach der Volkszählung vom Mai 1939 hatte die Gemeinde eine Fläche von 1768,7 Hektar bei 263 Einwohnern in 71 Haushaltungen. Von ihnen arbeiteten 220 in der Land- und Forstwirtschaft.
Auf dem Rittergut wurde damals eine große, rotbunte Herdbuchherde gehalten. Hauptanbaufrüchte waren Gerste, Roggen, Rotklee, Lupinen und Kartoffeln. Letztere wurden in der örtlichen Brennerei verarbeitet. Die Milcherzeuger lieferten ihre Produkte an die Molkerei in Groß Tychow (Tychowo).
Letzter deutscher Bürgermeister vor 1945 war der Gutsverwalter Nest. Drenow lag im Gendarmeriebezirk Groß Tychow (Tychowo) und gehörte zum Amtsgericht Belgard.
Außerdem war die Gemeinde Drenow dem Amts- und Standesamtsbezirk Groß Tychow zugeordnet. Letzter Amtsvorsteher war Karl Reinke, und dem Standesamt stand Walter Treichel vor.
Am 3. März 1945, gegen Ende des Zweiten Weltkriegs, ging die gesamte Drenower Bevölkerung vor den herannahenden sowjetischen Truppen auf Treck in Richtung Kolberg. Aber schon in Fritzow stieß der Treck mit sowjetischen Truppen zusammen. Viele Drenower wurden verschleppt, die anderen gingen nach Hause zurück, wo inzwischen auch sowjetische Truppen Quartier gemacht hatten. Im Juni 1945 übernahmen die Polen die Verwaltung des Orts. Die letzten Deutschen wurden im Frühjahr 1946 aufgrund der so genannten Bierut-Dekrete aus dem Ort vertrieben.
Drenow wurde unter dem Namen Drzonowo Białogardzkie ein Ortsteil der Gmina Tychowo im Powiat Białogardzki.

## Kirche
Drenow hatte kein eigenes Gotteshaus. Kirchort war das im Neustettinschen (Szczeninek) gelegene Naseband (Nosibądy), in dessen Kirchspiel Drenow und auch die Filialgemeinde Kowalk (Kowalki) bis 1945 eingepfarrt war.
Das Kirchspiel Naseband gehörte zum Kirchenkreis Belgard der Kirchenprovinz Pommern in der evangelischen Kirche der Altpreußischen Union. Im Jahre 1940 zählte das Kirchspiel 1300 Gemeindeglieder. Letzter deutscher Geistlicher war Karl-Heinrich Reimer.
Heute gehört Drzonowo Białogardzkie zum Kirchspiel Koszalin (Köslin) in der Diözese Pommern-Großpolen der polnischen Evangelisch-Augsburgischen Kirche.

## Schule
In der einklassigen Volksschule unterrichtete im Jahre 1928 Lehrer Emil Doebert zehn Mädchen und 15 Jungen. Er war der letzte deutsche Schulhalter.

## Persönlichkeiten: Söhne und Töchter des Ortes
- Primislaff Ulrich von Kleist (1711–1781), preußischer Offizier, zuletzt Kommandant von Kolberg und Generalmajor
- Bernhard von Kleist (1843–1929), Gutsherr auf Drenow, Mitglied des Preußischen Abgeordnetenhauses